# Emirates
Emirates er et flyselskab med base i Dubai i De Forenede Arabiske Emirater og opererer hovedsageligt fra Dubai International Airport.
Selskabet blev stiftet i 1985 af Dubais regering (som stadig er eneejer) og lagde ud med ruter til Indien. I 1987 kom ruter til Europa, og i dag har selskabet ruter over det meste af verden. I 2019 havde selskabet over 58 millioner passagerer og regner med vækst; også fordi Emirates har bestilt langt de fleste af Airbus nye A380 superjumbo med 120 i tjeneste og en taget ud af tjeneste. Selskabet er derudover den største operatør af Boeing 777-300ER med 124 fly i tjeneste. Emirates er sponsor for flere store fodboldhold som f.eks. Real Madrid, Arsenal, AC Milan, Benfica, Paris Saint-Germain, Hamburger SV og Olympiacos.

## Emirates' flåde
Liste over fly og flytyper i Emirates. Selskabet har kun wide-body fly i sin flåde.

### Passagerfly
Emirates flåde bestod i august 2016 af følgende fly

## Eksterne links
1. ↑  "CH-Aviation Fleet Lists". Arkiveret fra originalen 17. april 2012. Hentet 20. januar 2021.

- Emirates – officiel website Arkiveret 1. december 2008 hos  Wayback Machine

- Wikimedia Commons har flere filer relateret til Emirates

| Firma | Spire Denne artikel om et firma eller en virksomhed er en spire som bør udbygges. Du er velkommen til at hjælpe Wikipedia ved at udvide den. |